# Antoni Pawlak
Antoni Pawlak (Łódź, 13 giugno 1951) è un ex sollevatore polacco medagliato mondiale ed europeo, che ha gareggiato nella categoria dei pesi piuma.

## Biografia
Figlio di Roman Franciszek Pawlak e Leokadia Grzelczak, mentre consegue il diploma alla scuola professionale intraprende la carriera di sollevatore.

## Carriera
Militò nelle squadre ŁKS (1967-1969) e Orła Łódź (1970-1980), allievo dell'allenatore Jan Bochenek, gareggiando nella categoria dei pesi piuma. A livello nazionale fu per cinque volte campione polacco dal 1975 al 1977 e poi nel 1979 e nel 1981.
A livello internazionale conquistò una medaglia di bronzo ai campionati mondiali di Mosca nel 1975 e altri due bronzi agli europei di Mosca nel 1975, e di Belgrado nel 1980. Partecipò a due edizioni dei Giochi olimpici: a Montréal nel 1976, valevoli anche come campionati mondiali, classificandosi al quarto posto nello strappo con 120 kg. ma non concludendo la gara nello slancio, e a Mosca nel 1980, anch'essi valevoli come campionati mondiali, concludendo al quarto posto.
Dopo il ritiro dall'attività agonistica rimase nel sollevamento pesi come istruttore tecnico.